# Bütykös szárcsa

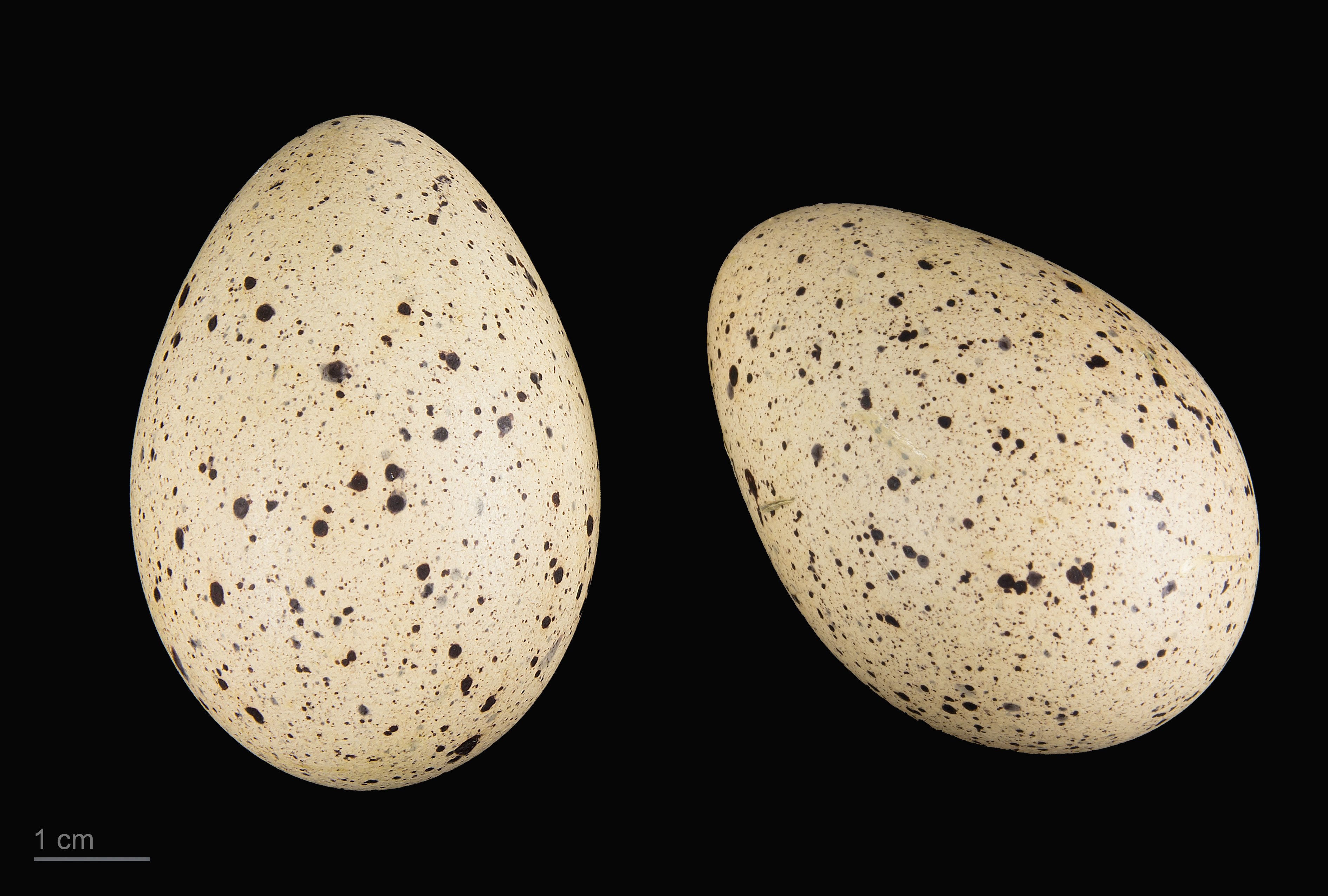
Fulica cristata

A bütykös szárcsa (Fulica cristata) a madarak osztályának darualakúak (Gruiformes) rendjébe és a guvatfélék (Rallidae) családjába tartozó faj.

## Elterjedése
Algéria, Angola, Botswana, a Dél-afrikai Köztársaság, a Kongói Demokratikus Köztársaság, Eritrea, Etiópia, Kenya, Lesotho, Madagaszkár, Malawi, Marokkó, Mozambik, Namíbia, Ruanda, Tanzánia, Uganda, Zambia, Zimbabwe, valamint Spanyolország és Svájc területén honos. Kóborlásai során eljut Burundiba, Franciaországba, Olaszországba, Máltára, Ománba, Portugáliába, Szomáliába és az Egyesült Arab Emírségekbe is.